# Charigüé
Charigüé est une localité rurale argentine située dans le département de Victoria et dans la province d'Entre Ríos. Elle fait partie de la municipalité de Victoria depuis la promulgation de la loi provinciale no 8855 le 30 août 1994. La localité se trouve sur la côte d'un bras du rio Paraná qui délimite le sud de l'île Charigüé, en face de la ville de Rosario, à laquelle il fournit des services touristiques.

## Description
La population du village, c'est-à-dire à l'exclusion de la zone rurale, était de 90 en 1991 et de 509 en 2001. Quelque 30 à 40 familles vivent sur l'île de façon stable.
Le 30 août 1984, le centre rural de population de Paraje Charigüé a été créé par le décret no 3191/1984 MGJE du gouverneur Sergio Montiel. Cependant, un conseil de direction n'a pas été nommé et la création n'a pas pris effet. Lors de la promulgation de la loi no 8855 le 30 août 1994, le décret a été implicitement abrogé.
L'île dispose d'un centre culturel qui possède un musée d'art et d'artefacts du site, à partir duquel des excursions sont également organisées pour voir la région, ainsi que la chapelle de la Sainte Trinité de l'église catholique. Il y a également une école primaire et secondaire, un centre de santé et un détachement de la police d'Entre Ríos. Un bras du rio Paraná la sépare de l'île El Espinillo.